# Міра (тур)
«Міра» — концертний тур гурту Океан Ельзи на підтримку альбому  Міра, який розпочався 18 травня 2007 року у Вінниці.

## Дати туру
| Номер    | Дата            | Місто            | Країна   | Майданчик                     |          |          |
| 2007 рік | 2007 рік        | 2007 рік         | 2007 рік | 2007 рік                      | 2007 рік | 2007 рік |
| -------- | --------------- | ---------------- | -------- | ----------------------------- | -------- | -------- |
| 1        | 18 травня 2007  | Вінниця          | Україна  | Кіноконцертний зал «Веселка»  |          |          |
| 2        | 20 травня 2007  | Львів            | Україна  | Стадіон «Україна»             |          |          |
| 3        | 22 травня 2007  | Київ             | Україна  | Кіноконцертний зал «Веселка»  |          |          |
| 4        | 24 травня 2007  | Запоріжжя        | Україна  | Палац спорту «Юність»         |          |          |
| 5        | 26 травня 2007  | Дніпропетровськ  | Україна  | Ледовий Палац спорту «Метеор» |          |          |
| 6        | 29 травня 2007  | Полтава          | Україна  |                               |          |          |
| 7        | 30 травня 2007  | Кривий Ріг       | Україна  |                               |          |          |
| 8        | 1 червня 2007   | Донецьк          | Україна  |                               |          |          |
| 9        | 3 червня 2007   | Луганськ         | Україна  | Цирк                          |          |          |
| 10       | 4 червня 2007   | Маріуполь        | Україна  | Палац культури                |          |          |
| 11       | 6 червня 2007   | Харків           | Україна  |                               |          |          |
| 12       | 7 червня 2007   | Кременчук        | Україна  |                               |          |          |
| 13       | 8 червня 2007   | Суми             | Україна  |                               |          |          |
| 14       | 11 червня 2007  | Миколаїв         | Україна  |                               |          |          |
| 15       | 12 червня 2007  | Одеса            | Україна  |                               |          |          |
| 16       | 13 червня 2007  | Херсон           | Україна  |                               |          |          |
| 17       | 14 червня 2007  | Кропивницький    | Україна  |                               |          |          |
| 18       | 16 червня 2007  | Біла Церква      | Україна  |                               |          |          |
| 19       | 17 червня 2007  | Черкаси          | Україна  | Центральний міський стадіон   |          |          |
| 20       | 18 червня 2007  | Хмельницький     | Україна  |                               |          |          |
| 21       | 19 червня 2007  | Чернівці         | Україна  |                               |          |          |
| 22       | 20 червня 2007  | Івано-Франківськ | Україна  |                               |          |          |
| 23       | 21 червня 2007  | Тернопіль        | Україна  | Центральний стадіон           |          |          |
| 24       | 22 червня 2007  | Рівне            | Україна  |                               |          |          |
| 25       | 24 червня 2007  | Київ             | Україна  | Палац спорту                  |          |          |
| 26       | 25 червня 2007  | Сімферополь      | Україна  |                               |          |          |
| 27       | 21 червня 2007  | Севастополь      | Україна  |                               |          |          |
| 28       | 31 серпень 2007 | Мінськ           | Білорусь | Клуб «Медіссон»               |          |          |
| 2008 рік |                 |                  |          |                               |          |          |
| 29       | 29 травня 2008  | Мінськ           | Білорусь | Палац спорту                  |          |          |